# Lespinassière
Lespinassière  est une commune française, située dans le Nord du département de l'Aude en région Occitanie.
Sur le plan historique et culturel, la commune fait partie du Minervois, un pays de basses collines qui s'étend du Cabardès, à l'ouest, au Biterrois à l'est, et de la Montagne Noire, au nord, jusqu'au fleuve Aude au sud. Exposée à un climat de montagne, elle est drainée par l'Argent-Double et par divers autres petits cours d'eau. La commune possède un patrimoine naturel remarquable composé de quatre zones naturelles d'intérêt écologique, faunistique et floristique.
Lespinassière est une commune rurale qui compte 136 habitants en 2022, après avoir connu un pic de population de 1 047 habitants en 1831. Elle fait partie de l'aire d'attraction de Carcassonne. Ses habitants sont appelés les Lespinassiérois ou Lespinassiéroises.
Le patrimoine architectural de la commune comprend un immeuble protégé au titre des monuments historiques : l'église Notre-Dame-de-la-Nativité, inscrite en 2015.

## Géographie
Commune située sur le versant sud de la Montagne noire dans le Minervois sur l'Argent-Double.
Elle est limitrophe des départements de l'Hérault et du Tarn.

### Communes limitrophes
Les communes limitrophes sont  Albine, Cabrespine, Cassagnoles, Castans, Citou, Félines-Minervois et Sauveterre.
|            | Albine (Tarn) | Sauveterre (Tarn), Lacabarède (Tarn), (par un quinquepoint) |
| Castans    | Lespinassière | Cassagnoles (Hérault)                                       |
| Cabrespine | Citou         | Félines-Minervois (Hérault)                                 |

Au nord-est, la commune touche Sauveterre et Lacabarède par un quinquepoint à une ancienne borne royale, formant la limite des trois départements.

### Hydrographie
La commune est dans la région hydrographique « Côtiers méditerranéens », au sein du bassin hydrographique Rhône-Méditerranée-Corse. Elle est drainée par l'Argent-Double, le ruisseau d'Alaric, le ruisseau de Fongassière, le ruisseau de la Combe Sourde, le ruisseau de la Dreit, le ruisseau de la Fage et le ruisseau de Mourière, qui constituent un réseau hydrographique de 18 km de longueur totale,.
L'Argent-Double, d'une longueur totale de 37,4 km, prend sa source dans la commune et s'écoule vers le sud. Il traverse la commune et se jette dans l'Aude à La Redorte, après avoir traversé 8 communes.

### Climat
Pour des articles plus généraux, voir Climat de l'Occitanie et Climat de l'Aude.
En 2010, le climat de la commune est de type climat des marges montargnardes, selon une étude s'appuyant sur une série de données couvrant la période 1971-2000. En 2020, Météo-France publie une typologie des climats de la France métropolitaine dans laquelle la commune est dans une zone de transition entre le climat océanique altéré et le climat méditerranéen et est dans la région climatique Provence, Languedoc-Roussillon, caractérisée par une pluviométrie faible en été, un très bon ensoleillement (2 600 h/an), un été chaud (21,5 °C), un air très sec en été, sec en toutes saisons, des vents forts (fréquence de 40 à 50 % de vents > 5 m/s) et peu de brouillards.
Pour la période 1971-2000, la température annuelle moyenne est de 11,1 °C, avec une amplitude thermique annuelle de 15 °C. Le cumul annuel moyen de précipitations est de 1 357 mm, avec 11,9 jours de précipitations en janvier et 5,4 jours en juillet. Pour la période 1991-2020, la température moyenne annuelle observée sur la station météorologique la plus proche, située sur la commune de Caunes-Minervois à 8 km à vol d'oiseau, est de 13,9 °C et le cumul annuel moyen de précipitations est de 768,1 mm,. Pour l'avenir, les paramètres climatiques de la commune estimés pour 2050 selon différents scénarios d'émission de gaz à effet de serre sont consultables sur un site dédié publié par Météo-France en novembre 2022.

### Milieux naturels et biodiversité
L’inventaire des zones naturelles d'intérêt écologique, faunistique et floristique (ZNIEFF) a pour objectif de réaliser une couverture des zones les plus intéressantes sur le plan écologique, essentiellement dans la perspective d’améliorer la connaissance du patrimoine naturel national et de fournir aux différents décideurs un outil d’aide à la prise en compte de l’environnement dans l’aménagement du territoire. Deux ZNIEFF de type 1 sont recensées sur la commune : la « crête rocheuse de la Bourrasse » (398 ha), couvrant 4 communes dont 2 dans l'Aude et 2 dans l'Hérault, et la « crête rocheuse du Pic San-Marti » (293 ha), couvrant 5 communes du département et deux ZNIEFF de type 2, : 
- les « crêtes et pièmonts de la Montagne Noire » (27 188 ha), couvrant 26 communes dont 24 dans l'Aude et 2 dans l'Hérault[15] ;
- la « montagne Noire (versant Nord) » (31 971 ha), couvrant 37 communes dont 14 dans l'Aude, 2 dans la Haute-Garonne, 3 dans l'Hérault et 18 dans le Tarn[16].

Carte des ZNIEFF de type 1 et 2 à Lespinassière.
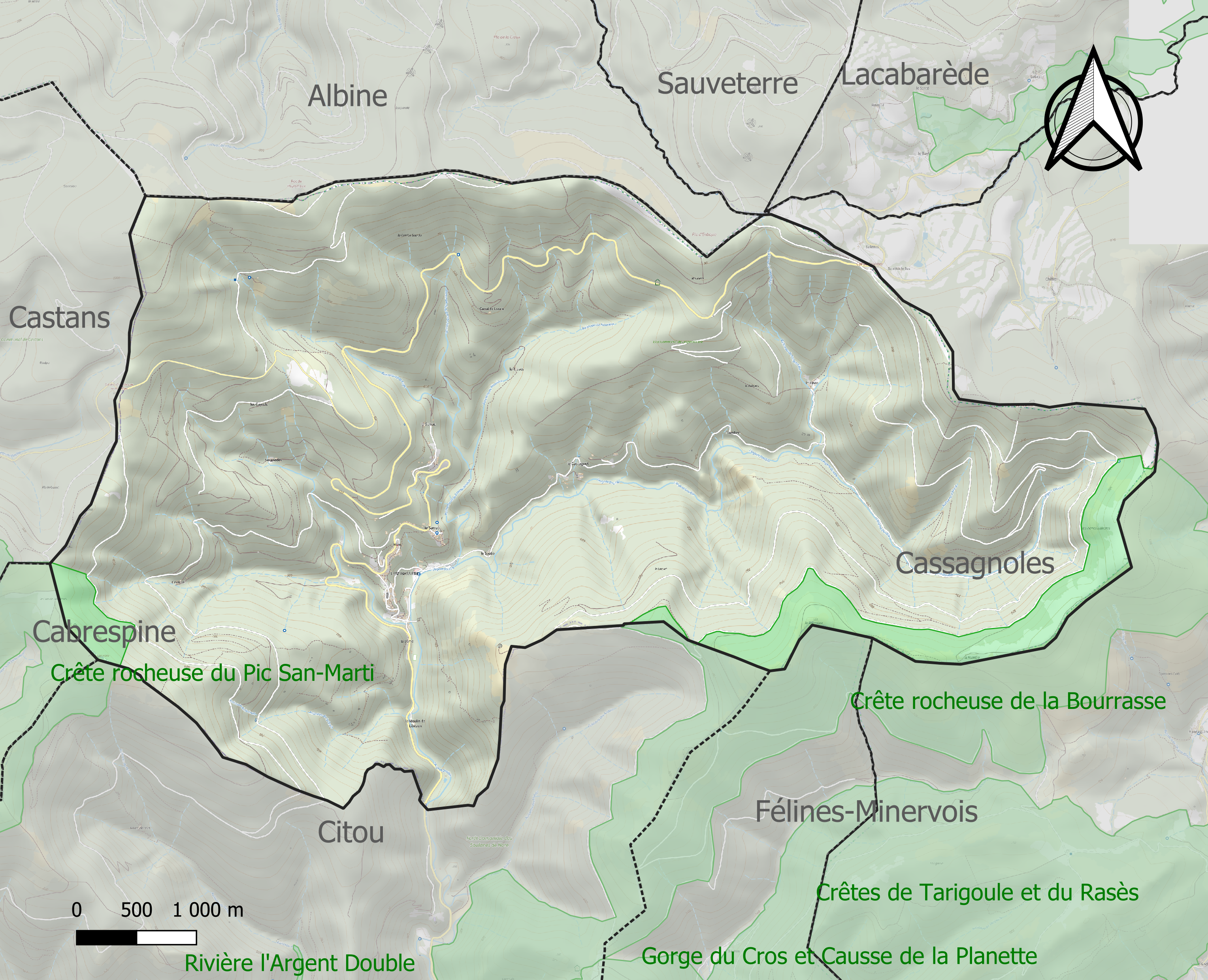
Carte des ZNIEFF de type 1 sur la commune.
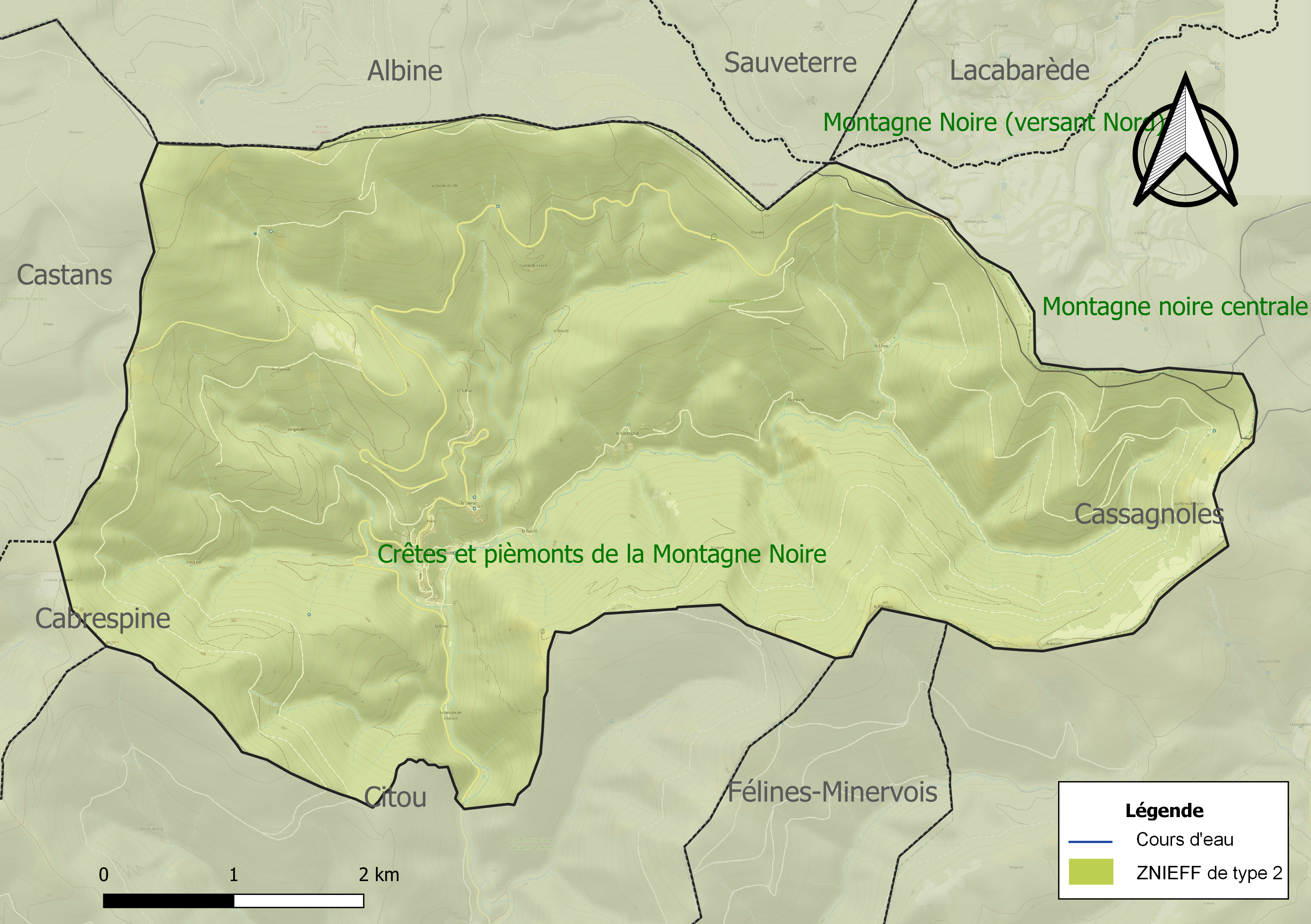
Carte des ZNIEFF de type 2 sur la commune.

## Urbanisme

### Typologie
Au 1er janvier 2024, Lespinassière est catégorisée commune rurale à habitat dispersé, selon la nouvelle grille communale de densité à 7 niveaux définie par l'Insee en 2022.
Elle est située hors unité urbaine. Par ailleurs la commune fait partie de l'aire d'attraction de Carcassonne, dont elle est une commune de la couronne,. Cette aire, qui regroupe 115 communes, est catégorisée dans les aires de 50 000 à moins de 200 000 habitants,.

### Occupation des sols
L'occupation des sols de la commune, telle qu'elle ressort de la base de données européenne d’occupation biophysique des sols Corine Land Cover (CLC), est marquée par l'importance des forêts et milieux semi-naturels (99,6 % en 2018), une proportion sensiblement équivalente à celle de 1990 (99,5 %). La répartition détaillée en 2018 est la suivante : 
forêts (96,2 %), milieux à végétation arbustive et/ou herbacée (3,4 %), prairies (0,4 %). L'évolution de l’occupation des sols de la commune et de ses infrastructures peut être observée sur les différentes représentations cartographiques du territoire : la carte de Cassini (XVIIIe siècle), la carte d'état-major (1820-1866) et les cartes ou photos aériennes de l'IGN pour la période actuelle (1950 à aujourd'hui).

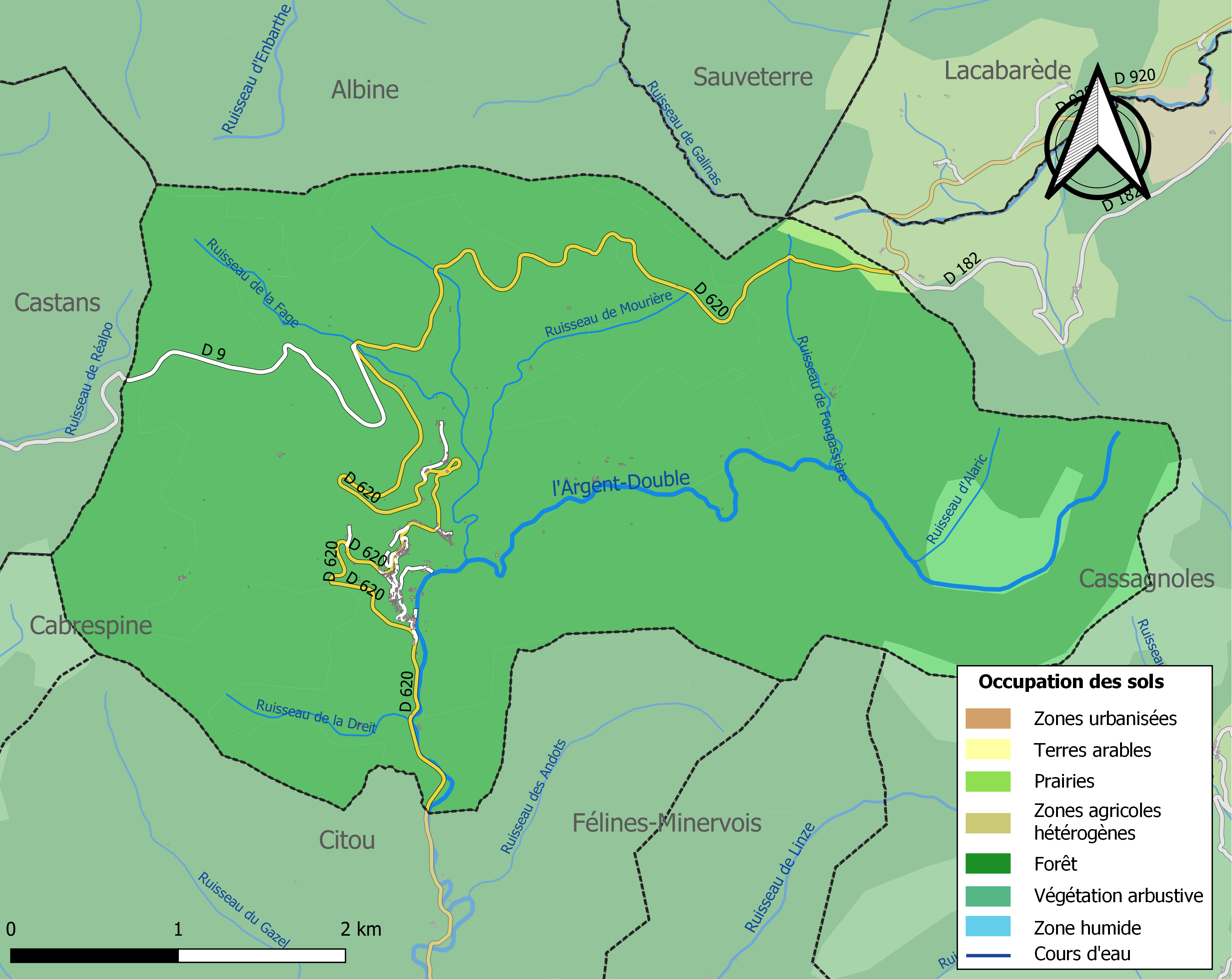
Carte des infrastructures et de l'occupation des sols de la commune en 2018 (CLC).

### Risques majeurs
Le territoire de la commune de Lespinassière est vulnérable à différents aléas naturels : météorologiques (tempête, orage, neige, grand froid, canicule ou sécheresse), inondations, feux de forêts et séisme (sismicité très faible). Il est également exposé à un risque particulier : le risque de radon. Un site publié par le BRGM permet d'évaluer simplement et rapidement les risques d'un bien localisé soit par son adresse soit par le numéro de sa parcelle.

#### Risques naturels
Certaines parties du territoire communal sont susceptibles d’être affectées par le risque d’inondation par débordement de cours d'eau, notamment l'Argent-Double. La commune a été reconnue en état de catastrophe naturelle au titre des dommages causés par les inondations et coulées de boue survenues en 1982, 1987, 1992, 1999, 2009, 2011 et 2018,.

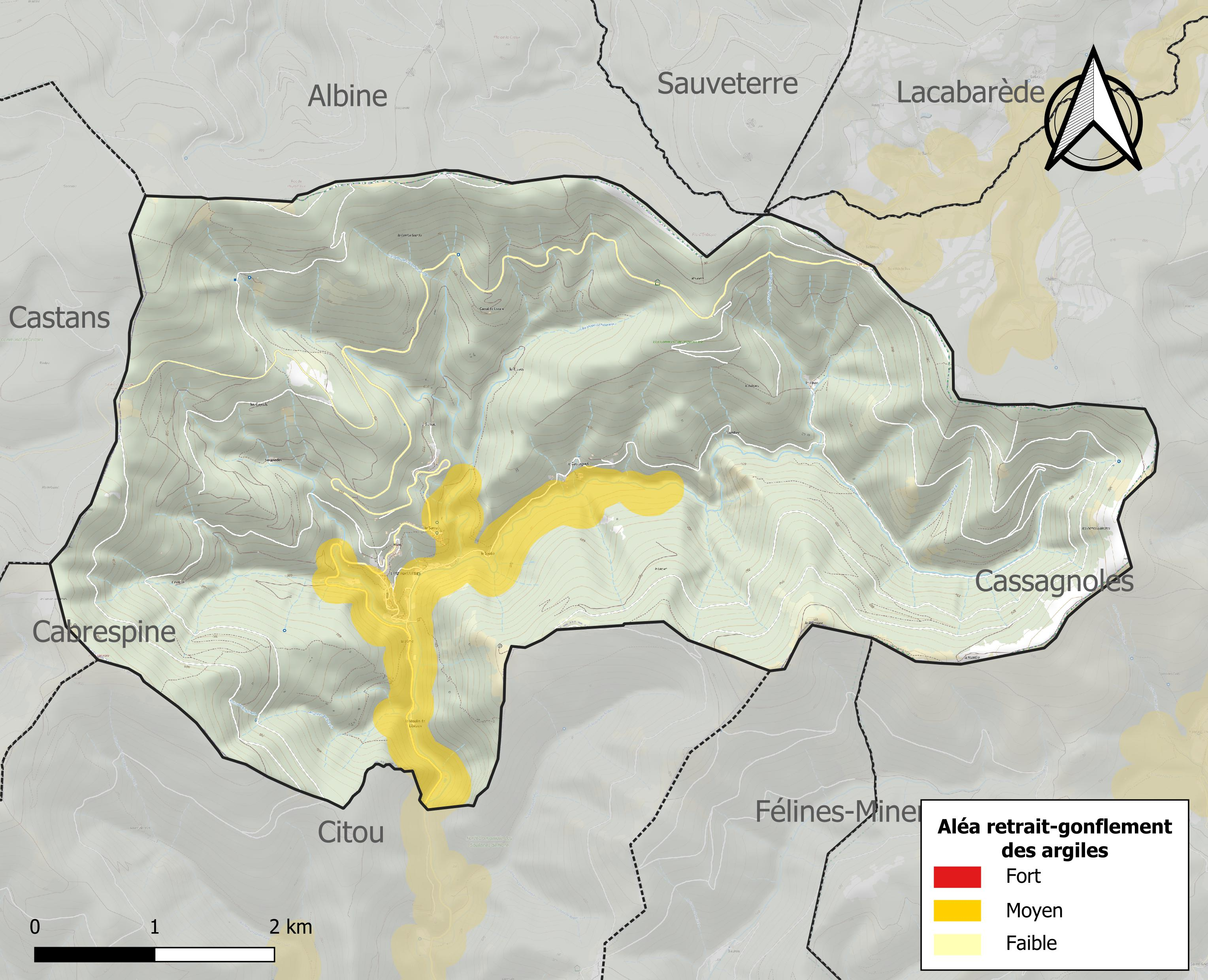
Carte des zones d'aléa retrait-gonflement des sols argileux de Lespinassière.

Le retrait-gonflement des sols argileux est susceptible d'engendrer des dommages importants aux bâtiments en cas d’alternance de périodes de sécheresse et de pluie. 7,5 % de la superficie communale est en aléa moyen ou fort (75,2 % au niveau départemental et 48,5 % au niveau national). Sur les 157 bâtiments dénombrés sur la commune en 2019, 82 sont en aléa moyen ou fort, soit 52 %, à comparer aux 94 % au niveau départemental et 54 % au niveau national. Une cartographie de l'exposition du territoire national au retrait gonflement des sols argileux est disponible sur le site du BRGM,.

#### Risque particulier
Dans plusieurs parties du territoire national, le radon, accumulé dans certains logements ou autres locaux, peut constituer une source significative d’exposition de la population aux rayonnements ionisants. Certaines communes du département sont concernées par le risque radon à un niveau plus ou moins élevé. Selon la classification de 2018, la commune de Lespinassière est classée en zone 3, à savoir zone à potentiel radon significatif.

## Histoire
Lespinassière appartient à l'abbaye de Caunes-Minervois dès le IXe siècle.

## Politique et administration

### Liste des maires
| Période                                  | Période  | Identité         | Étiquette | Qualité |
| ---------------------------------------- | -------- | ---------------- | --------- | ------- |
| mars 2008                                | En cours | Charles Lucet    | DVD       |         |
| mars 2001                                | 2008     | Robert Monturiol | PS        |         |
| mars 1995                                | 2001     | André Mazet      | DVD       |         |
| avant 1995                               | 1995     | Antonin Boile    | DVD       |         |
| Les données manquantes sont à compléter. |          |                  |           |         |

## Démographie
| 1793 | 1800 | 1806 | 1821 | 1831  | 1836  | 1841  | 1846  | 1851 |
| ---- | ---- | ---- | ---- | ----- | ----- | ----- | ----- | ---- |
| 734  | 751  | 812  | 976  | 1 047 | 1 046 | 1 044 | 1 014 | 938  |

| 1856 | 1861 | 1866 | 1872 | 1876 | 1881 | 1886 | 1891 | 1896 |
| ---- | ---- | ---- | ---- | ---- | ---- | ---- | ---- | ---- |
| 831  | 830  | 785  | 725  | 698  | 656  | 610  | 552  | 507  |

| 1901 | 1906 | 1911 | 1921 | 1926 | 1931 | 1936 | 1946 | 1954 |
| ---- | ---- | ---- | ---- | ---- | ---- | ---- | ---- | ---- |
| 506  | 457  | 454  | 401  | 315  | 306  | 291  | 233  | 198  |

| 1962 | 1968 | 1975 | 1982 | 1990 | 1999 | 2006 | 2011 | 2016 |
| ---- | ---- | ---- | ---- | ---- | ---- | ---- | ---- | ---- |
| 160  | 139  | 90   | 119  | 105  | 90   | 104  | 123  | 133  |

| 2021 | 2022 | - | - | - | - | - | - | - |
| ---- | ---- | - | - | - | - | - | - | - |
| 135  | 136  | - | - | - | - | - | - | - |

## Économie

### Emploi
| Division       | 2008   | 2013   | 2018   |
| -------------- | ------ | ------ | ------ |
| Commune        | 10 %   | 11 %   | 20,3 % |
| Département    | 10,2 % | 12,8 % | 12,6 % |
| France entière | 8,3 %  | 10 %   | 10 %   |

En 2018, la population âgée de 15 à 64 ans s'élève à 69 personnes, parmi lesquelles on compte 72,5 % d'actifs (52,2 % ayant un emploi et 20,3 % de chômeurs) et 27,5 % d'inactifs,. En  2018, le taux de chômage communal (au sens du recensement) des 15-64 ans est supérieur à celui de la France et du département, alors qu'il était inférieur à celui du département en 2008.
La commune fait partie de la couronne de l'aire d'attraction de Carcassonne, du fait qu'au moins 15 % des actifs travaillent dans le pôle,. Elle compte 21 emplois en 2018, contre 16 en 2013 et 14 en 2008. Le nombre d'actifs ayant un emploi résidant dans la commune est de 36, soit un indicateur de concentration d'emploi de 58,6 % et un taux d'activité parmi les 15 ans ou plus de 42,4 %.
Sur ces 36 actifs de 15 ans ou plus ayant un emploi, 16 travaillent dans la commune, soit 44 % des habitants. Pour se rendre au travail, 61,1 % des habitants utilisent un véhicule personnel ou de fonction à quatre roues, 8,3 % les transports en commun, 13,9 % s'y rendent en deux-roues, à vélo ou à pied et 16,7 % n'ont pas besoin de transport (travail au domicile).

### Activités hors agriculture
Douze établissements sont implantés  à Lespinassière au 31 décembre 2019.
Le secteur de la construction est prépondérant sur la commune puisqu'il représente 33,3 % du nombre total d'établissements de la commune (4 sur les 12 entreprises implantées  à Lespinassière), contre 14 % au niveau départemental.

### Agriculture
|               | 1988 | 2000 | 2010 | 2020 |
| ------------- | ---- | ---- | ---- | ---- |
| Exploitations | 10   | 0    | 2    | 1    |
| SAU (ha)      | 37   | 0    | 8    | 7    |

La commune est dans la Montagne Noire, une petite région agricole occupant le nord-ouest du département de l'Aude,. En 2020, l'orientation technico-économique de l'agriculture  sur la commune est l'élevage d'ovins ou de caprins. Une seule  exploitation agricole ayant son siège dans la commune est recensée lors du recensement agricole de 2020 (dix en 1988). La superficie agricole utilisée est de 7 ha,,.

## Culture locale et patrimoine

### Lieux et monuments
- Les restes d'un château du XIIe siècle dont ne subsistent que des fragments de murs et un donjon dominent le village.
- L'église Notre-Dame-de-la-Nativité, achevée en 1935, seule église entièrement Art déco du Sud de la France. Elle a été inscrite au patrimoine du 20e siècle en mars 2015 par la Direction régionale des Affaires Culturelles. L'édifice a été inscrit au titre des monuments historiques en 2015[34].
- Un ancien centre de vacances du Mouvement Emmaüs situé sur la commune est devenu depuis l'été 2017 la Ferme du Pech. Il s'agit d'une ferme d'insertion destinée à accueillir des détenus en aménagement de peine afin de les accompagner vers la sortie[35].

### Personnalités liées à la commune
- Joseph Rieussec, marchand établi à Paris, père de Joseph Rieussec, maire de Viroflay, et de Nicolas Matthieu Rieussec, horloger du roi et inventeur du chronographe encreur, était originaire de Lespinassière.

### Héraldique
| Blason de Lespinassière | Blason  | D'hermine à un chef fuselé d'argent et de sable. |
| Blason de Lespinassière | Détails | Le statut officiel du blason reste à déterminer. |